# Questenberg

Localizzazione di Questenberg all'interno del comune di Südharz

Questenberg era un comune tedesco di 289 abitanti, situato nel land della Sassonia-Anhalt. Dal 1º gennaio 2010 costituisce una frazione del nuovo comune di Südharz.